# حركة مواطني الرايخ

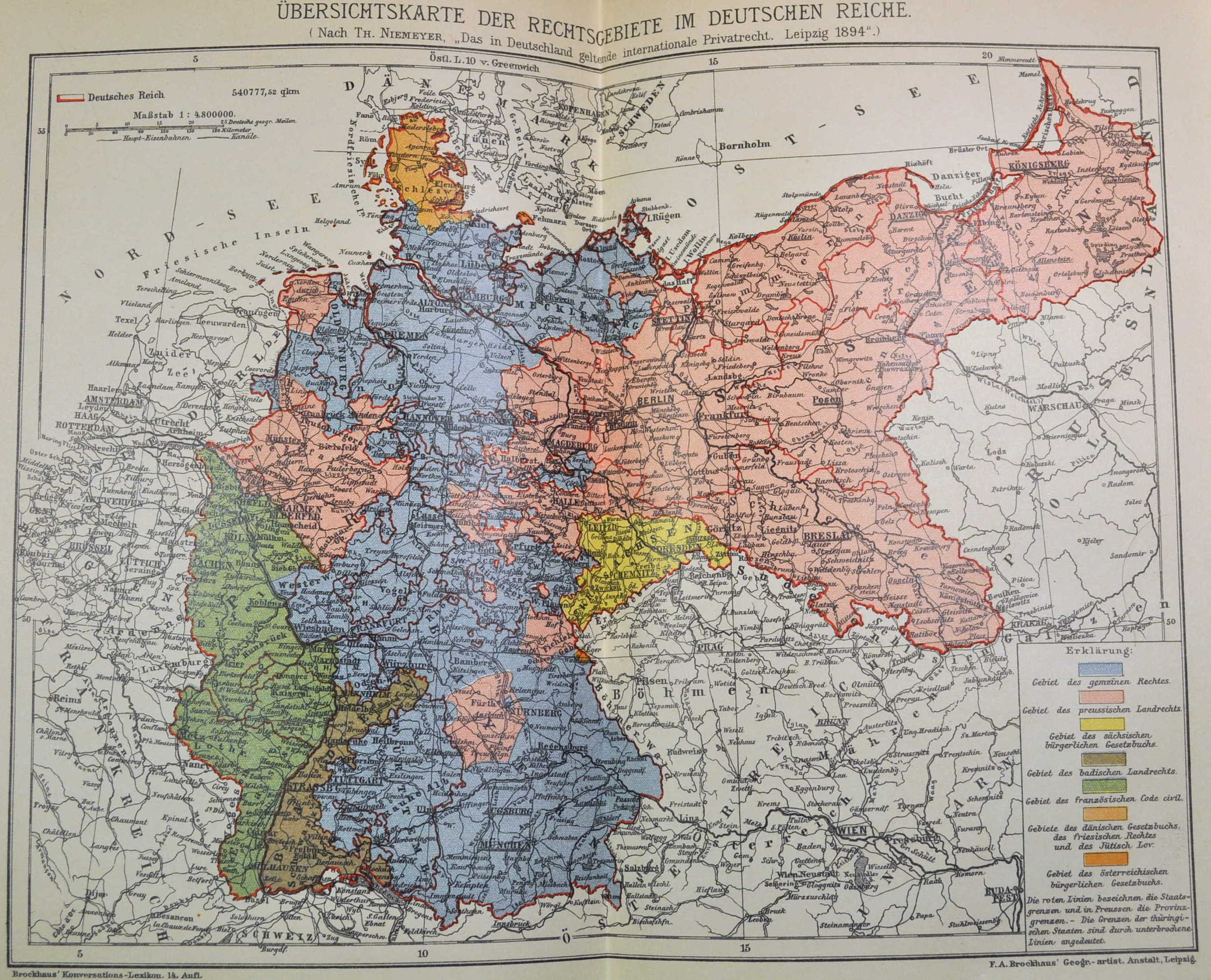
حدود الإمبراطورية الألمانية في عام 1910.

حركة مواطني الرايخ هي تسمية للعديد من الجماعات اليمينية المتطرفة، وكذلك لأفراد وجماعات في ألمانيا وأماكن أخرى ممن يرفضون شرعية الدولة الألمانية الحديثة ، جمهورية ألمانيا الاتحادية، ويؤمنون بالرايخ الألماني الذي كان قائمًا في الفترة من 1871 حتى 1945.